# Miriam Cani
Miriam Cani, född 30 maj 1985 i Elbasan, är en tysk sångerska med albanskt påbrå.

## Biografi
Vid fem års ålder flyttade hon med sin familj till den tyska staden Heidelberg. Cani var medlem i den tidigare framgångsrika popgruppen Preluders. År 2005 deltog hon i Festivali i Këngës 44 med låten "Shko". Hon tog sig till finalen men slutade väl där oplacerad. Hon var, tillsammans med Alban Skënderaj värd för Albaniens uttagning till Eurovision Song Contest 2010.
Tillsammans med Skënderaj deltog hon i Albaniens uttagning till Eurovision Song Contest 2011, Festivali i Këngës 49, med låten "Ende ka shpresë". De tog sig vidare från sin semifinal den 23 december 2010. I finalen slutade de på en andra plats bakom Aurela Gaçe.
Sedan starten år 2011 är hon en av domarna/coacherna i TV-programmet The Voice of Albania.
2013 släppte hon singeln "Ti s'e di përse" och släppte samtidigt en musikvideo till låten.